# Здание Биглера
Здание Биглера, также известное как кузница Ригеля, представляет собой историческое здание, расположенное в городе Клермонт, штат Айова, Соединённые Штаты Америки. Простое одноэтажное кирпичное строение было построено примерно в 1906 году Фредом Биглером, который управлял местным лесным складом и был подрядчиком. На этом участке долгое время располагалась кузница. Буркхард Ригель, немецкий иммигрант, открыл свой магазин в этом здании в 1931 году. Он арендовал помещение, пока не купил здание у вдовы Биглера в 1946 году. Ригель управлял мастерской до начала 1980-х годов. После его смерти в 1990 году Историческое общество Клермона приобрело здание для музея живой истории, и в нем хранится оригинальное кузнечное оборудование и мебель. 9 июня 1995 года оно было внесено в Национальный реестр исторических мест США.